# Volin
Volin est une municipalité américaine située dans le comté de Yankton, dans l'État du Dakota du Sud.
La localité en nommée en l'honneur du pionnier Henry P. Volin.

## Démographie
| 1910 | 1920 | 1930 | 1940 | 1950 | 1960 |
| ---- | ---- | ---- | ---- | ---- | ---- |
| 286  | 314  | 283  | 292  | 197  | 171  |

| 1970 | 1980 | 1990 | 2000 | 2010 | - |
| ---- | ---- | ---- | ---- | ---- | - |
| 157  | 156  | 175  | 207  | 161  | - |

Selon le recensement de 2010, elle compte 161 habitants. La municipalité s'étend sur 0,2 milles carrés (0,52 km2).